# Тайны госпожи Кирсановой
«Та́йны госпожи́ Кирса́новой» — российский детективный костюмированный телесериал. Пилотное название сериала — «Провинциа́льный детекти́в». Производством сериала занимаются кинокомпания «Бумеранг» совместно с компанией Star Media.
Премьера состоялась 3 декабря 2018 года на телеканале «Россия-1». Новые серии выходили в эфир с понедельника по пятницу в 14:40.
Финальная серия первого сезона была показана 18 января 2019 года.
12 февраля 2019 года телесериал стал номинантом на VII премию АПКиТ в категории «Лучший телевизионный сериал (более 24 серий)».

## Сюжет
В 1877 году в Санкт-Петербурге таинственным образом пропадает жених Ларисы Кирсановой, дворянин Павел Бестужев, по неизвестной причине не явившийся на венчание с ней. Кирсанова после случившегося ссорится с отцом и отправляется в Болгарию на Русско-турецкую войну, где трудится сестрой милосердия в прифронтовом госпитале. Сразу же после окончания военных действий, в 1878 году, Лариса приезжает к своей родной тёте, Лизавете Прокофьевне, в Богородск, где устраивается на работу в местную женскую гимназию учительницей математики, и пытается отыскать разгадку исчезновения своего возлюбленного, попутно раскрывая в уездном городе множество запутанных преступлений.

## Персонажи

### В главных ролях
| Актёр                               | Роль                                                                         |
| ----------------------------------- | ---------------------------------------------------------------------------- |
| Ольга Лерман                        | Лариса Дмитриевна Кирсанова 28 лет, учительница математики                   |
| Антон Батырев                       | Павел Александрович Бестужев дворянин, жених Ларисы                          |
| Евгений Шириков                     | Сергей Николаевич Левицкий сосед Лизаветы Прокофьевны                        |
| Иван Шабалтас                       | Астафий Иванович Берендеев обер-полицмейстер, влюблён в Лизавету Прокофьевну |
| Евгения Симонова                    | Лизавета Прокофьевна Басаргина тётя Ларисы                                   |
| Арсений Сергеев (1-26 серии)        | Ипполит Андреевич Хвостов учитель русской словесности                        |
| Ольга Плешкова                      | Аглая Ивановна Демидова сестра Ариадны                                       |
| Максим Битюков                      | Порфирий Петрович Парфёнов судебный следователь                              |
| Николай Денисов                     | Генрих Иванович Штиль доктор                                                 |
| Илья Ильиных (24-43 серии)          | Антон Кузьмич Путилин                                                        |
| Александра Никифорова (40-48 серии) | Виктория Блеквуд невеста Павла                                               |

### В ролях
| Актёр                            | Роль                                                               |
| -------------------------------- | ------------------------------------------------------------------ |
| Иван Рыжиков                     | Кирилл Петрович Голохватов градоначальник Богородска               |
| Анна Соловейчик (1-20 серии)     | Ариадна Ивановна Голохватова сестра Аглаи, супруга градоначальника |
| Александр Бобров                 | Вениамин Владимирович Мирославский журналист                       |
| Игорь Кулачко                    | Гусев городовой                                                    |
| Софья Зайка                      | Варвара горничная Лизаветы Прокофьевны                             |
| Аделина Коблова                  | Ася Семибратова гимназистка, сирота                                |
| Дарья Басаргина                  | Елизавета гимназистка                                              |
| Марина Мезенцева                 | Арина Карловна Хвостова директор женской гимназии, мама Ипполита   |
| Евгений Гусев                    | Никифор кучер Лизаветы Прокофьевна                                 |
| Сергей Савлук (новеллы 1, 4)     | Николай Крапилин                                                   |
| Ирина Сенотова (новелла 2)       | Капиталина Григорьевна мама Павла Бестужева                        |
| Юлия Юрченко (новелла 3)         | Любовь Михайловна Колобахина жена станового пристава               |
| Михаил Гаврилов (новелла 4)      | Аристарх Козлов-Сикорский фотограф                                 |
| Павел Хрулёв (новелла 1)         | Михаил Григорьевич Ковригин штабс-капитан                          |
| Елена Радевич (новелла 1)        | Елена Леонидовна Каретникова любовница Ковригина                   |
| Анастасия Шемякина (новелла 1)   | Екатерина Сушкина горничная Каретниковой, возлюбленная Василия     |
| Игорь Поселенов (новелла 1)      | Василий Платошин слесарь, возлюбленный Кати                        |
| Андрей Снежко (новелла 1)        | Лепилов купец                                                      |
| Евгений Сафронов (новелла 1)     | мещанин                                                            |
| Павел Кузин (новелла 2)          | Пётр Ильич Колыванов                                               |
| Елена Борисова (новелла 2)       | Мария Протасова мать Филиппа                                       |
| Владислав Калашников (новелла 2) | Филипп Протасов                                                    |
| Ксения Мишанина (новелла 2)      | Сима горничная Колывановых                                         |
| Александр Коротков (новелла 2)   | Клим конюх Колывановых                                             |
| Лидия Омутных (новелла 2)        | жена Клима                                                         |
| Сергей Грузинов (новелла 2)      | мальчик-свидетель                                                  |
| Мария Кулик (новелла 3)          | Акулина кухарка Калязина                                           |
| Галина Анисимова (новелла 3)     | Матрёна повитуха Акулины                                           |
| Юрий Сазонов (новелла 3)         | Песков управляющий Калязина                                        |
| Дмитрий Дьяченко (новелла 3)     | Ефрем садовник Калязина                                            |
| Роман Ладнев (новелла 3)         | Николай камердинер Калязина                                        |
| Дарья Шевчук (новелла 4)         | Юлия Липкина                                                       |
| Кирилл Ковбас (новелла 4)        | Кирилл Липкин                                                      |
| Иван Власов (новелла 4)          | Яков Лукич камердинер Липкиных                                     |
| Ирина Сидорова (новелла 4)       | Капитошина                                                         |
| Вадим Медведев (новелла 4)       | Курашов                                                            |
| Анатолий Завьялов (новелла 4)    | Филипп (Филька-тарантас)                                           |
| Марина Кангелари (новелла 4)     | Лидия Павловна соседка Липкиных                                    |
| Юрий Шлыков                      | Константин Львович Елизаров                                        |
| Андрей Евдокимов                 | Илья Ильич Репейников                                              |
| Дмитрий Белоцерковский           | Игнат                                                              |
| Александр Городиский             |                                                                    |

### В эпизодах
| Актёр            | Роль                           |
| ---------------- | ------------------------------ |
| Олег Евтеев      | булочник (новелла 1)           |
| Алексей Павлов   | коридорный (новелла 1)         |
| Данила Лебедев   | филер (новелла 2)              |
| Евгений Булдаков | извозчик у вокзала (новелла 2) |

## Эпизоды
| Сезон | Сезон | Серии           | Период трансляции               |
| ----- | ----- | --------------- | ------------------------------- |
|       | 1     | 1—50 (50 серий) | 3 декабря 2018 — 18 января 2019 |

| № | Название                   | Режиссёр                             | Сценарий               | Дата премьеры   |
| --- | -------------------------- | ------------------------------------ | ---------------------- | --------------- |
| 12 | «Штабс-капитан»            | Сергей Мезенцев                      | Алексей Колмогоров     | 3 декабря 2018  |
| 1878 год. Лариса Кирсанова приезжает в Богородск, провинциальный город средней полосы России. За спиной у неё участие в Русско-турецкой войне; крушение личной жизни — жених, Павел Бестужев, сбежал из-под венца; разрыв с отцом. В Богородске Лариса находит приют в доме своей тёти. В это же время в городе происходят два преступления: убийство штабс-капитана и ограбление общественной кассы. Случайно вовлечённая в расследование, Лариса неожиданно для всех проявляет недюжинные способности детектива и раскрывает оба преступления. |                            |                                      |                        |                 |
| 34 | «Письмо»                   | Сергей Мезенцев                      | Алексей Колмогоров     | 4 декабря 2018  |
| Исчезает жена коммерсанта Колыванова. После ссоры с мужем на званом вечере её никто больше не видел. Найдены письма к ней любовника. Лариса решает сложную задачу: кто виновен в исчезновении Анны Колывановой — муж или любовник. |                            |                                      |                        |                 |
| 56 | «Шведские спички»          | Сергей Мезенцев                      | Алексей Колмогоров     | 5 декабря 2018  |
| Убит помещик Калязин. Так решает следователь Парфёнов, хотя тело не найдено. Лариса тоже занимается этим делом. Выясняет, что Калязин прячется в бане у своей любовницы. Однако в бане обнаруживается тело помещика. Имитация убийства становится реальностью. Лариса решает этот сложный ребус. |                            |                                      |                        |                 |
| 78 | «Родные люди»              | Сергей Мезенцев, Виталий Бордачёв    | Алексей Колмогоров     | 6 декабря 2018  |
| К Ларисе обращается молодая помещица Юлия Липкина. Из-за границы после долгого отсутствия возвращается брат Юлии, которого она не видела с детства. Но брат ли это или самозванец? Чего он хочет? Лариса разрешает сомнения молодой девушки. |                            |                                      |                        |                 |
| 910 | «Граф Монтенегро»          | Сергей Мезенцев                      | Алексей Колмогоров     | 7 декабря 2018  |
| В город приезжает дворянин из Черногории — Караджич. Все дамы Богородска без ума от него. А юная Вера Звонарёва даже собирается бежать с черногорским графом. Но с его появлением в городе случается череда странных смертей. Погибают цыгане. Лариса раскрывает эти преступления и помогает юной девушке. |                            |                                      |                        |                 |
| 1112 | «Сила воображения»         | Сергей Мезенцев                      | Андрей Томашевский     | 10 декабря 2018 |
| Убита молодая девушка. Художник Репейников изображает на полотне момент убийства. Жертва — та самая девушка. А убийца, так же изображённый на полотне, он реален? Как смог художник изобразить преступление? Он свидетель или убийца? Лариса находит ответы на эти вопросы. |                            |                                      |                        |                 |
| 1314 | «Дело лысых»               | Виталий Бордачёв                     | Алексей Колмогоров     | 11 декабря 2018 |
| Двое пьяных по ошибке обменялись париками. А на следующий день оба убиты. Парикмахер, сделавший им парики, подозревается в убийстве обоих. Следователь Парфёнов предъявляет парикмахеру обвинение в убийствах всех лысых в городе за последние десять лет. Лариса раскрывает правду о парикмахере. |                            |                                      |                        |                 |
| 1516 | «Дама в фиолетовой шляпке» | Сергей Мезенцев                      | Елена Полякова         | 12 декабря 2018 |
| Муж подозревается в убийстве жены. Свидетельница неизвестная дама в фиолетовой шляпке. Только она одна может подтвердить или опровергнуть вину мужа. Лариса и адвокат подозреваемого после опасных приключений нападают на след таинственной дамы и раскрывают убийство. |                            |                                      |                        |                 |
| 1718 | «Невеста»                  | Сергей Мезенцев                      | Анна Лидия Вега Серова | 13 декабря 2018 |
| Бесследно исчезла невеста в ночь перед венчанием. Её родители обращаются к Ларисе с просьбой найти пропавшую. Сбежала с любовником? В ходе следствия Лариса раскрывает не только тайну исчезновения невесты, но и тайну её семьи. |                            |                                      |                        |                 |
| 1920 | «Выстрел в тумане»         | Сергей Мезенцев                      | Алексей Колмогоров     | 14 декабря 2018 |
| Бестужев, бывшей жених Ларисы, вызывает на дуэль Левицкого, её нынешнего воздыхателя. Из-за тумана дуэль откладывается, но выстрел всё равно раздаётся. Убит кучер. Никто не видел в тумане, как это произошло. Дуэлянты вызывают Ларису, чтобы она раскрыла это убийство. |                            |                                      |                        |                 |
| 2122 | «Тайна склепа»             | Сергей Мезенцев                      | Андрей Томашевский     | 17 декабря 2018 |
| Возле семейного склепа купцов Черновых убита нищенка, ставшая свидетелем ограбления склепа. Кто-то вскрыл тайник в склепе и похитил ценности. Братья Черновы не поделили отцовское наследство и любимую женщину. Это приводит к серии обманов и убийств. Кто из братьев выйдет из конфликта живым и получит всё? |                            |                                      |                        |                 |
| 2324 | «Стрела Амура»             | Виталий Бордачёв                     | Алексей Колмогоров     | 18 декабря 2018 |
| Один из посетителей дома терпимости убит стрелой из арбалета. Лариса выясняет, что в городе есть только один обладатель образца старинного оружия, помещик Звонарёв. Дело весьма щепетильное, потому что убитый в борделе — инспектор учебных заведений, приехавший проверить работу женской гимназии. |                            |                                      |                        |                 |
| 2526 | «Старуха-процентщица»      | Сергей Мезенцев                      | Алексей Колмогоров     | 19 декабря 2018 |
| Убита старуха-процентщица и все ценности, которые она хранила, пропали. Под подозрением студент-недоучка, маляр и коммерсант. А также и половина города! Многие сдавали ростовщице свои ценности за копейки. В списке клиентов значится и доктор Штиль. Лариса по минутам устанавливает хронологию преступления и вычисляет убийцу. |                            |                                      |                        |                 |
| 2728 | «Мор»                      | Виталий Бордачёв                     | Алексей Колмогоров     | 21 декабря 2018 |
| Из дальних странствий в своё поместье возвращается знаменитый путешественник и привозит с собой чернокожую колдунью. В соседней деревне начинается эпидемия неизвестной болезни. Убита знахарка, пытавшаяся эту болезнь лечить. Крестьяне бунтуют, подозревая во всех своих бедах путешественника и его колдунью. Лариса устанавливает истину и останавливает мор. |                            |                                      |                        |                 |
| 2930 | «Налёт»                    | Сергей Мезенцев                      | Алексей Колмогоров     | 24 декабря 2018 |
| На дом Ларисы и её тёти совершён ночной налёт. Перерыт весь дом — что-то искали. А возле дома найден труп предполагаемого налётчика. Лариса понимает, что преступник искал ключ, полученный ею на хранение от матери Павла. Корни этого преступления уходят в прошлое и ведут к давнему убийству поручика Семибратова. |                            |                                      |                        |                 |
| 3132 | «Мертвец»                  | Сергей Мезенцев                      | Алексей Колмогоров     | 25 декабря 2018 |
| Мертвец бродит по городу, оживлённый водой из монастырского святого источника — так утверждает Варя, горничная Лизаветы Прокофьевны. Паломник Антоний, кажется, в самом деле ожил после смертельного удара ножом и теперь наводит ужас на весь город. Лариса идёт по его следу и раскрывает тайну «ходячего мертвеца». |                            |                                      |                        |                 |
| 3334 | «Исчезновение»             | Виталий Бордачёв                     | Алексей Колмогоров     | 26 декабря 2018 |
| Из похоронного бюро исчезает тело молодой женщины. Купец Разбегаев, муж покойной, вне себя от горя, а тут ещё и тело пропало. Скандал. Следователь Парфёнов, осмотрев место преступления, приходит к выводу, что кто-то ночью увёз тело в неизвестном направлении. Вскоре от яда погибает работник похоронного бюро. Лариса раскрывает невероятную правду. |                            |                                      |                        |                 |
| 3536 | «Дочь землемера»           | Сергей Мезенцев                      | Алексей Колмогоров     | 27 декабря 2018 |
| Невероятное происшествие — доктор Штиль влюбился! Посватался к дочери землемера, а она отдала предпочтение судебному стряпчему. И стряпчий убит у порога её дома. Доктор Штиль под подозрением — все улики указывает на него. Лариса спасает доктора от смерти и находит настоящего убийцу. |                            |                                      |                        |                 |
| 3738 | «Ученик аптекаря»          | Сергей Мезенцев                      | Алексей Колмогоров     | 28 декабря 2018 |
| Убит Григорий, ученик аптекаря, обладавший талантом приготовления авторских духов. Все первые дамы города были без ума от сотворённых им ароматов. Его смерть стала шоком для всех. В чём же причина — зависть, корысть, или неразделённая любовь? Лариса приходит к неожиданному выводу. |                            |                                      |                        |                 |
| 3940 | «Тридцать серебреников»    | Виталий Бордачёв                     | Алексей Колмогоров     | 10 января 2019  |
| Купец Лихобродов найден повешенным в лесу. В кармане у него тридцать серебряных монет — намёк на библейскую историю предательства и расплаты. Лариса выясняет, что в прошлом купец придерживался старообрядческой веры, но потом примкнул к официальной церкви. Неужели это ритуальное убийство, совершённое бывшими единоверцами? |                            |                                      |                        |                 |
| 4142 | «Смерть на балу»           | Сергей Мезенцев                      | Алексей Колмогоров     | 14 января 2019  |
| На балу убита дочь хозяина дома, в честь помолвки которой и давался этот бал. Пропала бриллиантовая диадема, принадлежавшая убитой. Лариса берётся за дело. Девушка была красавицей и многие завидовали жениху, но и корыстный мотив не стоит сбрасывать со счетов: диадема с бриллиантами — большой куш. |                            |                                      |                        |                 |
| 4344 | «Две невесты»              | Сергей Мезенцев, Виталий Бордачёв    | Алексей Колмогоров     | 15 января 2019  |
| Убит Антон Путилин, добровольный помощник Ларисы в её расследованиях. В городе появляется некая Виктория Блеквуд, объявившая себя невестой Павла Бестужева. Лариса шокирована убийством Антона и появлением ещё одной невесты своего жениха. Связаны ли эти события? |                            |                                      |                        |                 |
| 4546 | «Каретниковы»              | Сергей Мезенцев                      | Алексей Колмогоров     | 16 января 2019  |
| Чиновник Каретников, только что сошедший с поезда, убит неподалёку от вокзала. В ту же ночь совершено покушение на его жену. Лариса догадывается, что Каретниковы каким-то образом связаны с давним делом поручика Семибратова. Но кто убил чиновника? Убрали его, как опасного свидетеля, или это нелепое совпадение? |                            |                                      |                        |                 |
| 4748 | «Поручик Семибратов»       | Виталий Бордачёв, Алексей Колмогоров | Алексей Колмогоров     | 17 января 2019  |
| Похищена воспитанница Ларисы — Ася Семибратова. Чтобы спасти девочку, Ларисе приходится обратиться к старому делу об убийстве поручика Семибратова, отца девочки. Вместе с Павлом Бестужевым и Левицким — подозреваемыми в том убийстве — Лариса шаг за шагом восстанавливает ход тех давних событий. |                            |                                      |                        |                 |
| 4950 | «Заговор»                  | Сергей Мезенцев, Виталий Бордачёв    | Алексей Колмогоров     | 18 января 2019  |
| Павел Бестужев, обвиняемый в государственной измене, сдаётся полиции. Ему грозит каторга. Для его оправдания необходимы вещественные доказательства, хранящиеся в доме Ларисы. Однако они похищены. Лариса идёт по следу похитителя. Найдёт ли она похищенное — от этого зависит судьба её жениха. |                            |                                      |                        |                 |

## Производство телесериала
- Над сериалом работает та же команда, что трудилась над телесериалом «Анна-детективъ»[4]. Однако если главная героиня сериала «Анна-детективъ» обладает паранормальными способностями, то госпожа Кирсанова открывает тайны исключительно земной силой своего «математического» ума и железной логикой.
- Изначально телесериал носил название «Провинциальный детектив», но 3 сентября 2018 года телеканал «Россия-1» официально объявил новое название проекта — «Тайны госпожи Кирсановой»[5]. Одной из причин переименования может служить полное совпадение названия «Провинциальный детектив» с трилогией Бориса Акунина о монахине Пелагии.
- Идея проекта принадлежит главному автору телесериала «Анна-детективъ» Алексею Колмогорову.
- Съёмки первого сезона телесериала длились с 23 февраля по 15 декабря 2018 года[6] и проходили в подмосковном музее-заповеднике «Горки Ленинские»[7], на натурной площадке концерна «Мосфильм» и Крутицком подворье.

## Мнения о сериале
Сериал получил неоднозначные оценки телекритиков и журналистов.
- Ольга Дубро, Tricolor TV Magazine:

Исторический детективный сериал, да ещё и костюмированный, выделяется на фоне современных криминальных многосериек. Сыщики XIX века ещё даже не умеют снимать отпечатки пальцев, все их инструменты — это опрос свидетелей да простейшая дедукция. У госпожи Кирсановой нет в арсенале никаких других средств, кроме собственной головы, и даже связи с потусторонним миром не налажены, как это было у Анны-детектива. Она этакий Шерлок в юбке — замечает малейшие детали, на которых и строит своё расследование
- Валентина Львова, «Комсомольская правда»:

...зачем снимать историческое костюмное и в 50 серий, если не хватает денег даже на реквизит для одного эпизода в ресторане? Зачем работать в стилистике, которая была уместна в прошлом веке при экранизации «Рабыни Изауры»? Где люди с утюгами, почему они не могут отгладить платье героини хоть раз, оно ж мятое постоянно из-за учащённого дыхания?! Впрочем, риторические вопросы — это единственное, чем всегда готов услужить сериальный мир
- Александр Горбунов, Kino-teatr.ru:

Начитанного зрителя приятно порадуют литературные аллюзии некоторых историй — новелла «Сила воображения» невольно отсылает нас к переосмыслению романа Виктора Гюго «Собор Парижской Богоматери», новелла «Старуха-процентщица» напомнит о романе Фёдора Достоевского «Преступление и наказание», и так далее. Создателям «Тайн госпожи Кирсановой» удалось достоверно передать дух эпохи конца XIX века, а также приятно удивить костюмами (коих для проекта было сшито более 2000!), продуманным сюжетом, музыкой и актёрским ансамблем. Даже исполнители эпизодических ролей, появляющиеся лишь на одну новеллу, показывают высокий уровень профессионального мастерства, который редко можно встретить в многосерийных проектах на российском телевидении